# Bahram II
Bahram II (¿-293) en persa: بهرام دوم‎, fue rey del Imperio sasánida. Su reinado duró desde el 276 hasta el 293. 

## Contexto histórico
Bahram II fue hijo de Bahram I (rey en el período 273-276).

## Reinado
Bajo su reinado, el emperador romano Marco Aurelio Caro atacó a los persas alcanzando Ctesifonte (283) y aún más allá del Tigris, pero murió de enfermedad (aunque en extrañas circunstancias). Los romanos habían sido capaces de adentrarse tanto en territorio sasánida sin apenas oposición porque Bahram estaba ocupado en una guerra civil contra su hermano Ormuz. Tras la misteriosa muerte de Caro, las tropas romanas se retiraron y Bahram pudo suprimir la rebelión, y recuperó Mesopotamia.

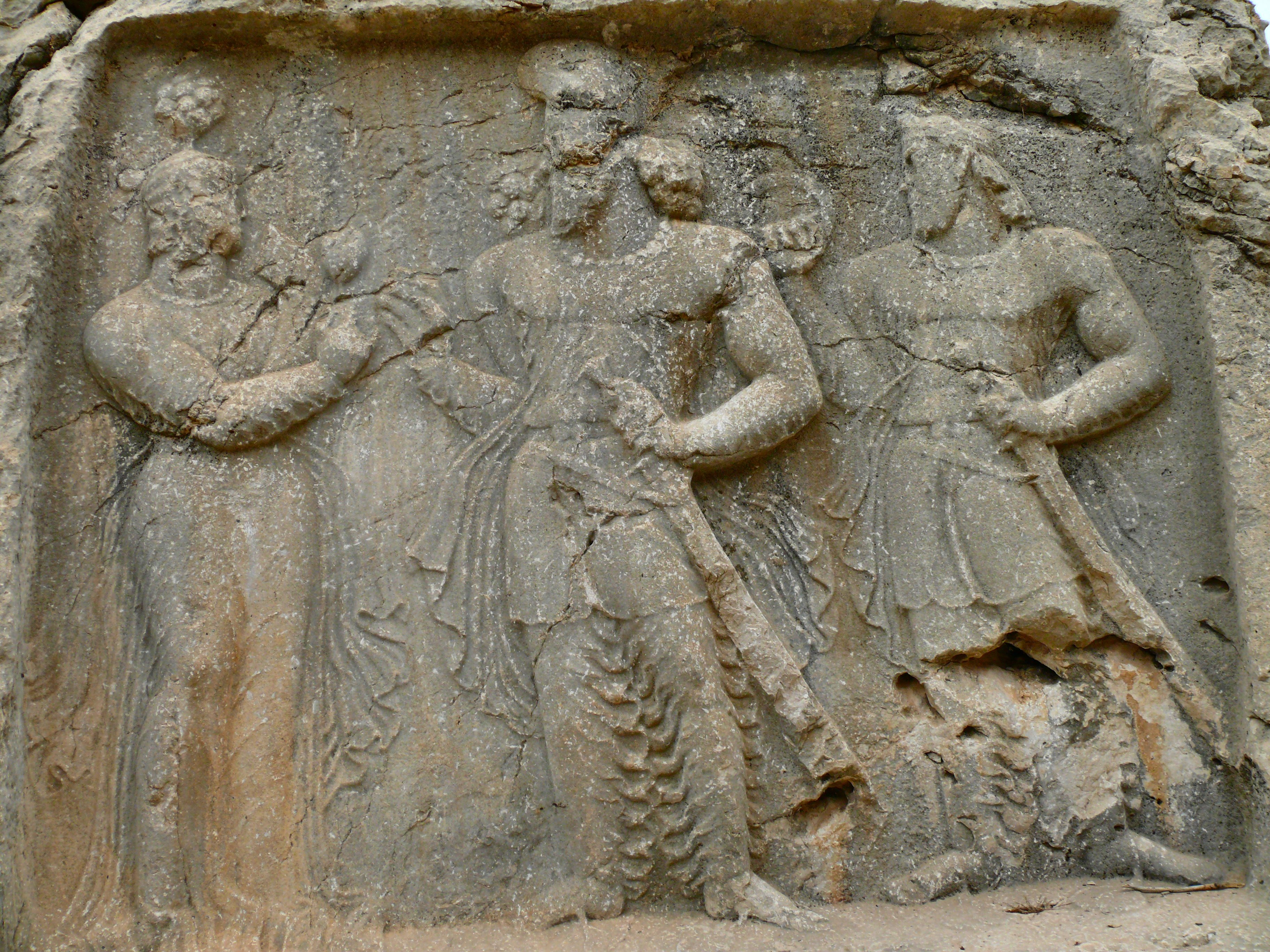
Bahram II y su esposa.

Durante su reinado desaparecieron los últimos restos de helenismo en Persia, y se iniciaron los conflictos familiares internos que debilitaron a la larga al Imperio sasánida, teniendo que combatir en las fronteras orientales contra la rebelión de Hormizd, su hermano, al que derrotó. Se conservan de esa época algunas inscripciones de carácter teológico.
| Predecesor: Bahram I | Rey del Imperio sasánida 276-293 | Sucesor: Bahram III |